# باعث الجحيم (فلم 2022)
باعث الجحيم (بالإنجليزية: Hellraiser) هو فيلم رعب أمريكي خارق للطبيعة لعام 2022، من إخراج ديفيد بروكنر، وسيناريو بن كولينز ولوك بيوتروفسكي، يستند الفيلم على رواية عام 1986 للكاتب كليف باركر، والتي كانت بمثابة أساس لفيلمه باعث الجحيم عام 1987، الفيلم من بطولة أوديسا أزيون، وجيمي كلايتون، وبراندون فلين، وغوران فيشنيتش، ودرو ستاركي، وآدم فايسون، وكيران هايندز، وسيلينا لو وهيام عباس، عرض عالمياً الأول في 28 سبتمبر 2022. وأيضًا عرض في 4 أكتوبر 2022. وبث في الولايات المتحدة عبر هولو في 7 أكتوبر 2022.

## روابط خارجية
- مقالات تستعمل روابط فنية بلا صلة مع ويكي بيانات